# Golful Napoli

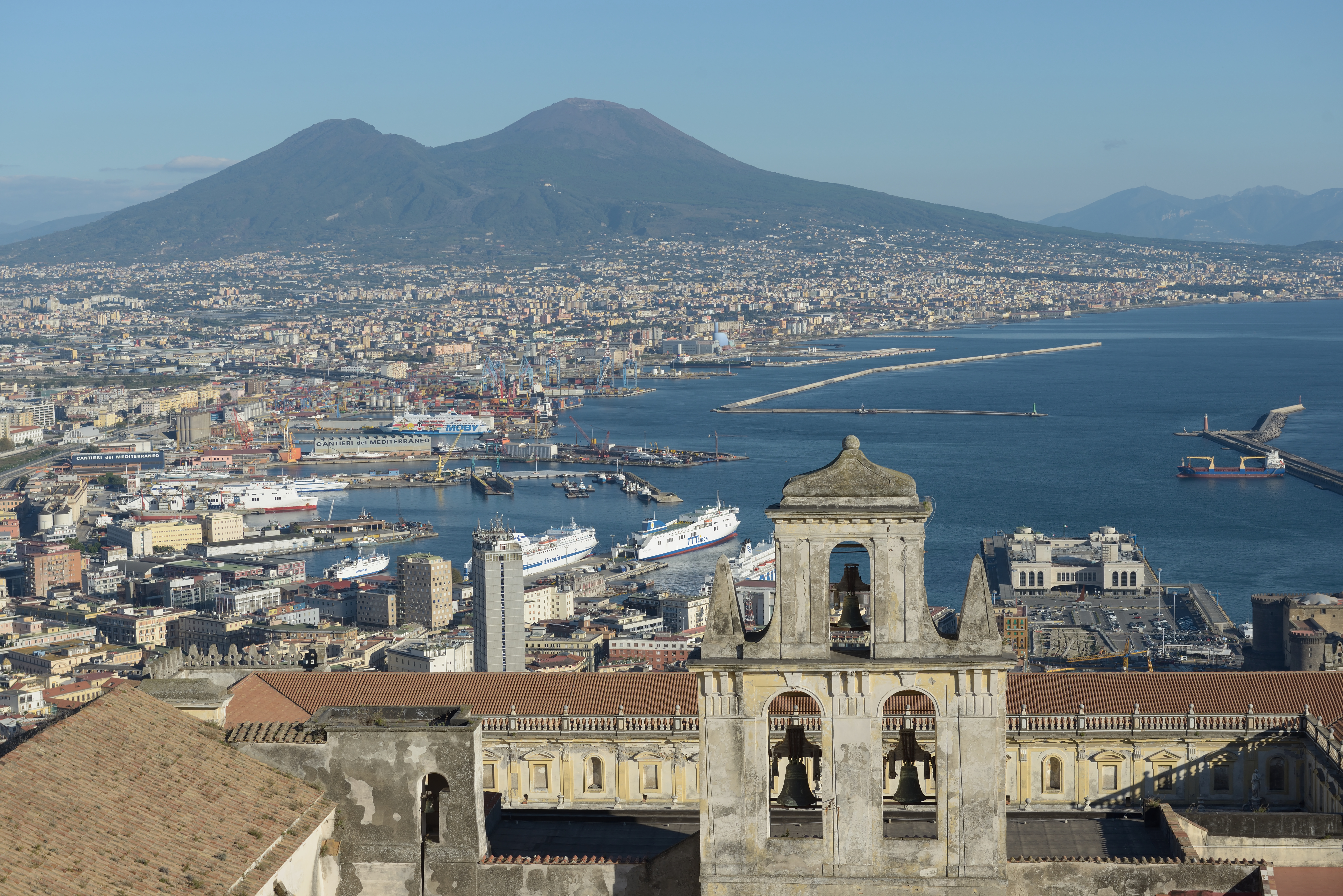
Golful Napoli la Napoli, cu Muntele Vezuviu la orizont.

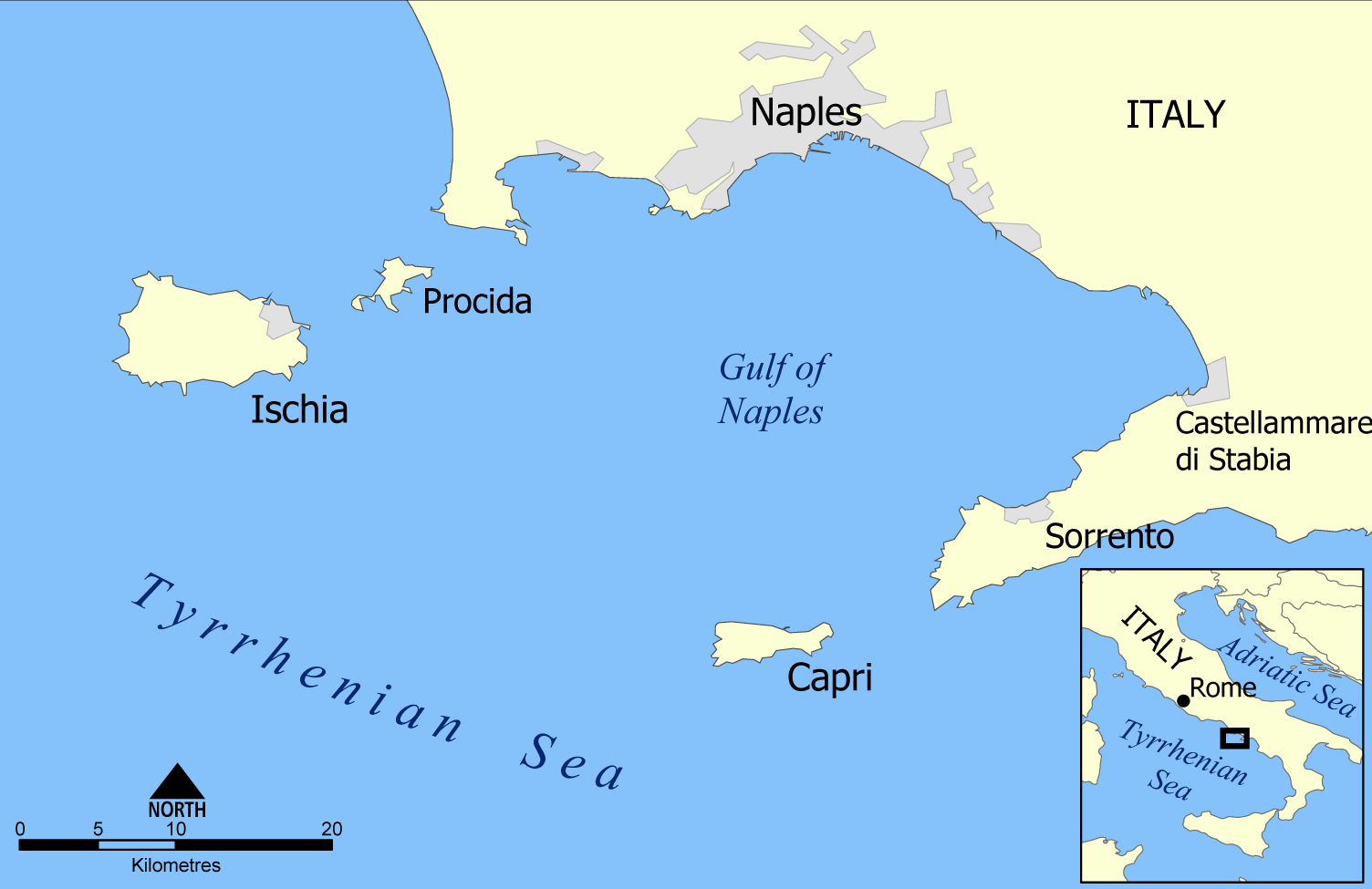
Harta regională a Golfului Napoli.

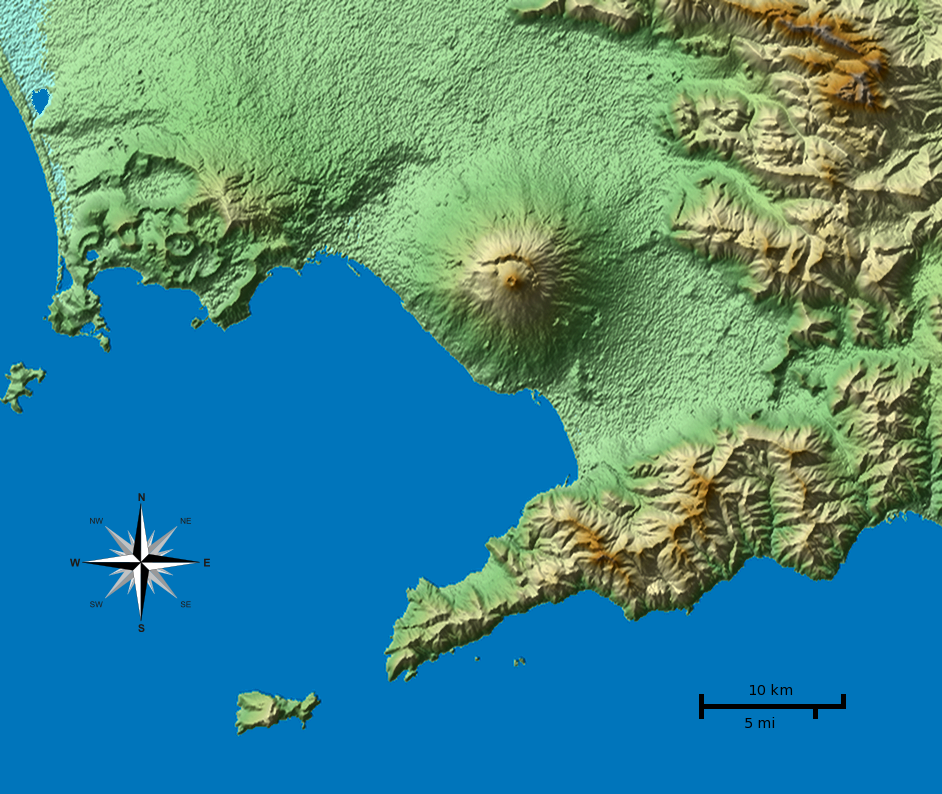
Harta topografică a Golfului Napoli şi a Muntelui Vezuviu

Golful Napoli (în italiană Golfo di Napoli) este un golf de circa 15 km lățime (9,3 mile), situat de-a lungul coastei de sud-vest a Italiei (provincia Napoli, regiunea Campania). El se deschide la vest în Marea Mediterană. Golful Napoli este delimitat la nord de orașele Napoli și Pozzuoli, la est de Muntele Vezuviu, iar la sud de Peninsula Sorrentină și orașul principal al peninsulei, Sorrento. Peninsula separă Golful Napoli de Golful Salerno, care include coasta amalfitană.
Insulele Capri, Ischia și Procida sunt situate în Golful Napoli. Această zonă este o destinație turistică importantă, aici aflându-se ruinele litorale romane ale orașelor antice Pompeii și Herculaneum de la poalele Muntelui Vezuviu (cele două orașe au fost distruse în anul 79 de erupția Vezuviului), de-a lungul coastei de nord.
Balene cu înotătoare pot fi văzute uneori în Golful Pozzuoli.

## Istorie
Se spune că împăratul roman Caligula a construit un pod de bărci de-a lungul golfului și a mers pe el într-un car de luptă, purtând armura lui Alexandru cel Mare.
Golful Napoli a găzduit concursuri de evenimente de navigație la Jocurile Olimpice de vară din 1960 de la Roma.
Potrivit informațiilor lui Mario Scaramella, Agenția Internațională pentru Energie Atomică a invocat faptul că douăzeci de mine marine nucleare au fost amplasate la 10 ianuarie 1970 în Golful Napoli de către un submarin sovietic în scopul de a distruge sau a împiedica accesul Flotei a VII-a a Marinei Americane; se crede că ele s-ar mai afla încă pe fundul mării.